# Yukarıhüyük
Yukarıhüyük ist ein Dorf im Landkreis Kangal der türkischen Provinz Sivas. Yukarıhüyük liegt etwa 98 km südlich der Provinzhauptstadt Sivas und 51 km südwestlich von Kangal. Yukarıhüyük hatte laut der letzten Volkszählung 109 Einwohner (Stand Ende Dezember 2010). Die Bevölkerung besteht hauptsächlich aus Tschetschenen.